# Gomméville
Gomméville is een gemeente in het Franse departement Côte-d'Or (regio Bourgogne-Franche-Comté) en telt 143 inwoners (2004). De plaats maakt deel uit van het arrondissement Montbard.

## Geografie
De oppervlakte van Gomméville bedraagt 10,1 km², de bevolkingsdichtheid is 14,2 inwoners per km².
De onderstaande kaart toont de ligging van Gomméville met de belangrijkste infrastructuur en aangrenzende gemeenten.

## Demografie
Onderstaande figuur toont het verloop van het inwonertal (bron: INSEE-tellingen).